# 音樂鐘博物館
音樂鐘博物館（荷蘭語：Museum van Speelklok tot Pierement）是位於荷蘭城市烏德勒支的一座博物館，收藏各種可以自動演奏音樂的機械。

## 皇家音乐机展览
为庆祝开馆50周年纪念，博物馆举办了皇家音乐机展览，埃尔米塔日博物馆、卢浮宫、大都会博物馆以及维也纳艺术史博物馆均出借特殊的音乐展品来参加此次庆典。

## 画廊

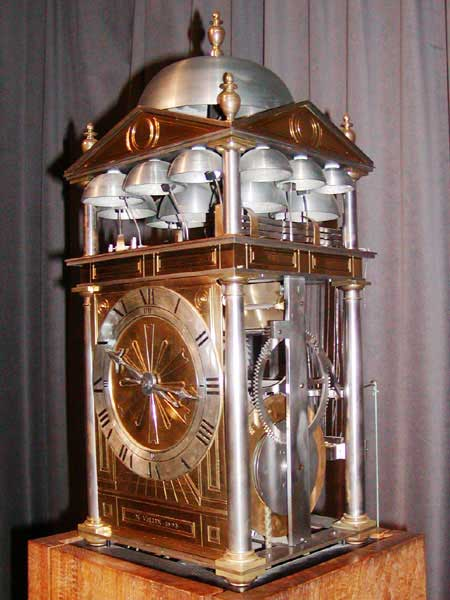
1598年音乐钟Nicholas Vallin的复制品
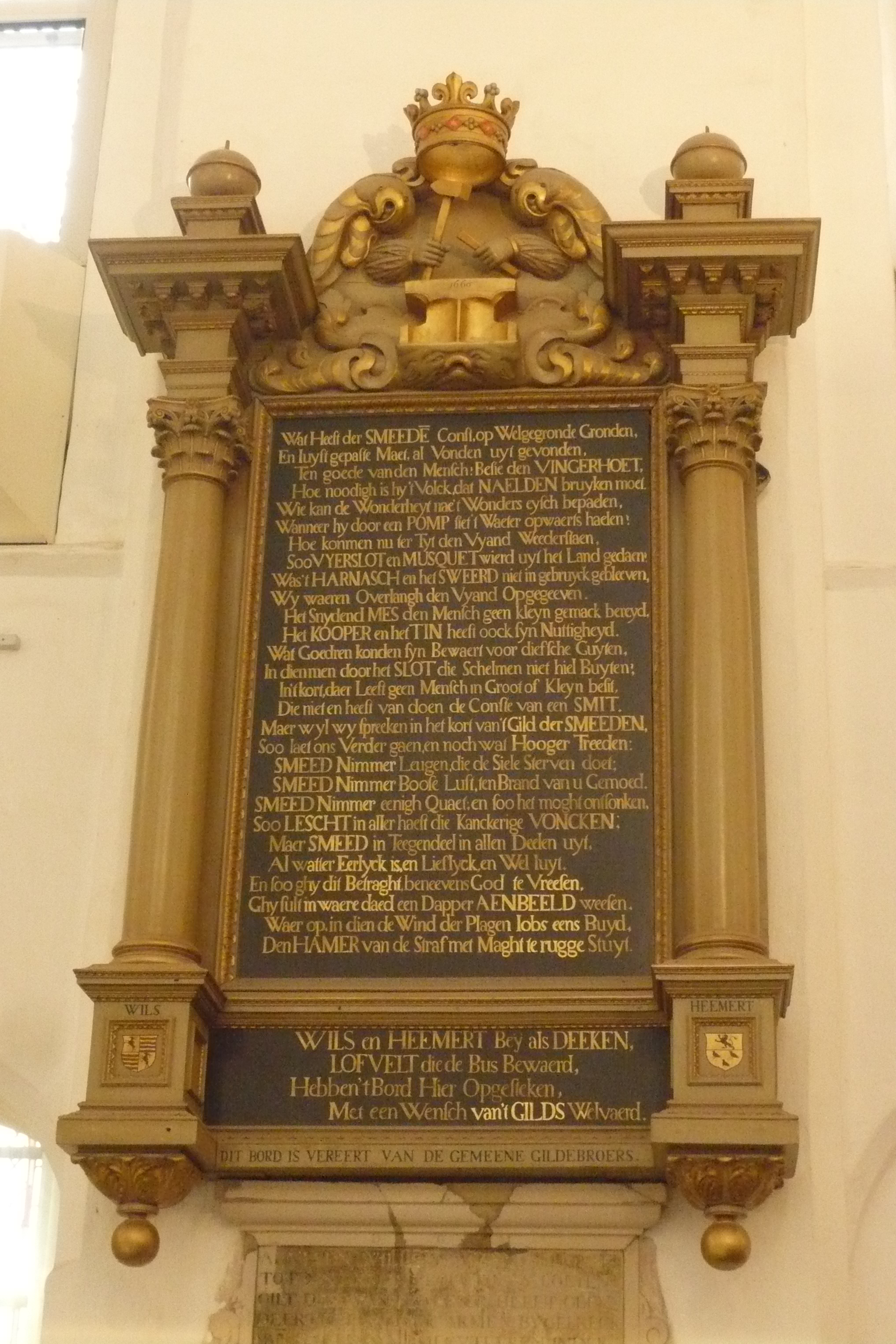
史密斯工会的牌匾（在博物馆接待处）

## 门票
- 成人12欧
- 儿童4-12岁6.5欧
- 博物馆卡免费
- 音乐钟博物馆和乌德勒支圣马丁主教座堂塔楼通票：成人16欧，儿童9欧

## 营业时间
周二-周日：上午10点-下午5点，节假日周一也营业。

## 外部連結
- （英文） Official website （页面存档备份，存于）

52°05′26″N 5°07′09″E / 52.09056°N 5.11917°E